# U-220
| U-220                      | U-220                                                                         | U-220                                                                         |
| -------------------------- | ----------------------------------------------------------------------------- | ----------------------------------------------------------------------------- |
|                            |                                                                               |                                                                               |
|                            |                                                                               |                                                                               |
|                            |                                                                               |                                                                               |
| Під прапором               | Третій рейх                                                                   | Третій рейх                                                                   |
| Спуск на воду              | 16 січня 1943 року                                                            | 16 січня 1943 року                                                            |
| Виведений зі складу флоту  | 28 жовтня 1943 року                                                           | 28 жовтня 1943 року                                                           |
| Сучасний статус            | затоплений                                                                    | затоплений                                                                    |
| Проєкт                     |                                                                               |                                                                               |
| Тип ПЧ                     | Підводний мінний загороджувач                                                 | Підводний мінний загороджувач                                                 |
| Основні характеристики     |                                                                               |                                                                               |
| Швидкість (надводна)       | 17 вузлів                                                                     | 17 вузлів                                                                     |
| Швидкість (підводна)       | 7 вузлів                                                                      | 7 вузлів                                                                      |
| Гранична глибина занурення | 220 м                                                                         | 220 м                                                                         |
| Екіпаж                     | 52 особи                                                                      | 52 особи                                                                      |
| Розміри                    |                                                                               |                                                                               |
| Довжина найбільша (по КВЛ) | 89,8 м                                                                        | 89,8 м                                                                        |
| Ширина корпусу найб.       | 9,2 м                                                                         | 9,2 м                                                                         |
| Висота                     | 10,2 м                                                                        | 10,2 м                                                                        |
| Середня осадка (по КВЛ)    | 4,70 м                                                                        | 4,70 м                                                                        |
| Водотоннажність надводна   | 1763 т                                                                        | 1763 т                                                                        |
| Озброєння                  |                                                                               |                                                                               |
| Артилерія                  | одна палубна гармата калібру 105-мм, одна 37-мм та одна 20-мм зенітна гармата | одна палубна гармата калібру 105-мм, одна 37-мм та одна 20-мм зенітна гармата |
| Торпедно- мінне озброєння  | 2 кормових ТА. 15 торпед або 66 мін                                           | 2 кормових ТА. 15 торпед або 66 мін                                           |

U-220 — німецький підводний човен типу XB, часів  Другої світової війни.
Замовлення на будівництво човна було віддане 6 серпня 1940 року. Човен був закладений на верфі «F. Krupp Germaniawerft AG» у місті Кіль 16 червня 1941 року під заводським номером 626, спущений на воду 16 січня 1943 року, 27 березня 1943 року увійшов до складу 4-ї флотилії. За час служби також перебував у складі 12-ї флотилій. Єдиним командиром човна був оберлейтенант-цур-зее резерву Бруно Барбер.
Човен зробив 1 бойовий похід, у якому потопив 2 (загальна водотоннажність 7 199 брт) судна.
Потоплений у Північній Атлантиці (48°53′ пн. ш. 33°30′ зх. д. / 48.883° пн. ш. 33.500° зх. д.) глибинними бомбами двох «Евенджерів» та «Вайлдкета» з ескортного авіаносця ВМС США «Блок Айленд» 28 жовтня 1943 року. Всі 56 членів екіпажу загинули.

## Потоплені та пошкоджені кораблі[3]
| Назва    | Тип            | Належність      | Дата           | Тоннаж (БРТ) | Вантаж                                                                 | Статус    | Місце                                                       |
| Penolver | вантажне судно | Велика Британія | 19 жовтня 1943 | 3 721        | 5300 т залізної руди                                                   | потоплено | 47°19′ пн. ш. 52°27′ зх. д. / 47.317° пн. ш. 52.450° зх. д. |
| Delisle  | вантажне судно | США             | 19 жовтня 1943 | 3 478        | 3000 т цинкового концентрату, обладнання, колісної техніки та асфальту | потоплено | 47°19′ пн. ш. 52°27′ зх. д. / 47.317° пн. ш. 52.450° зх. д. |